# Finlanda la Jocurile Olimpice de vară din 2016
Finlanda a participat la Jocurile Olimpice de vară din 2016 de la Rio de Janeiro în perioada 5 – 21 august 2016, cu o delegație de 54 de sportivi, care a concurat în 16 sporturi. Cu o medalie de bronz, cel mai slab rezultat din rezultat sa, Finlanda s-a aflat pe locul 78 în clasamentul final.

## Participanți
Delegația estonă a cuprins 54 de sportivi: 26 de bărbați și 28 de femei. Cel mai tânăr atlet din delegația a fost săritoarea pe Wilma Murto (20 de ani), cel mai vechi a fost trăgătoarea de tir Satu Mäkelä-Nummela (45 de ani).
| Sport         | Masculin | Feminin | Total |
| ------------- | -------- | ------- | ----- |
| Atletism      | 8        | 8       | 16    |
| Badminton     | 0        | 1       | 1     |
| Box           | 0        | 1       | 1     |
| Ciclism       | 0        | 1       | 1     |
| Echitație     | 1        | 0       | 1     |
| Golf          | 2        | 2       | 4     |
| Gimnastică    | 1        | 1       | 2     |
| Haltere       | 1        | 1       | 2     |
| Judo          | 1        | 1       | 2     |
| Lupte         | 2        | 1       | 3     |
| Navigație     | 4        | 4       | 8     |
| Tir           | 1        | 1       | 2     |
| Tir cu arcul  | 1        | 1       | 2     |
| Natație       | 3        | 4       | 7     |
| Taekwondo     | 0        | 1       | 1     |
| Tenis de masă | 1        | 0       | 1     |
| Total         | 26       | 28      | 54    |

## Medaliați
| Medalie | Nume          | Sport | Probă         | Dată      |
| ------- | ------------- | ----- | ------------- | --------- |
| Bronz   | Mira Potkonen | Box   | 60 kg feminin | 17 august |

## Natație
| Sportiv          | Probă       | Calificări | Calificări | Semifinale   | Semifinale   | Finală       | Finală       |
| Sportiv          | Probă       | Timp       | Loc        | Timp         | Loc          | Timp         | Loc          |
| ---------------- | ----------- | ---------- | ---------- | ------------ | ------------ | ------------ | ------------ |
| Tanja Kylliäinen | 400 m mixt  | 4:45,33    | 25         | N/A          | N/A          | Nu a avansat | Nu a avansat |
| Mimosa Jallow    | 100 m spate | 1:01,58    | 24         | Nu a avansat | Nu a avansat | Nu a avansat | Nu a avansat |

| Sportiv        | Probă            | Calificări | Calificări | Semifinale    | Semifinale    | Finală        | Finală        |
| Sportiv        | Probă            | Timp       | Loc        | Timp          | Loc           | Timp          | Loc           |
| -------------- | ---------------- | ---------- | ---------- | ------------- | ------------- | ------------- | ------------- |
| Matias Koski   | 400 m stil liber | 3:55,57    | 42         | N/A           | N/A           | Nu a avansat  | Nu a avansat  |
| Matti Mattsson | 100 m bras       | 1:02,45    | 38         | Nu au avansat | Nu au avansat | Nu au avansat | Nu au avansat |